# Contault
Contault é uma comuna francesa na região administrativa do Grande Leste, no departamento de Marne. Estende-se por uma área de 9.62 km², e possui 67 habitantes, segundo o censo de 2018, com uma densidade de 7.0 hab/km².